# Campeonato Mundial de Voleibol Masculino Sub-21 de 2019
El XX Campeonato Mundial de Voleibol Masculino Sub-21 de 2019 fue un torneo de selecciones masculinas de voleibol que se celebró en Baréin del 18 al 27 de julio de 2019. Fue organizado por la Federación Internacional de Voleibol. El campeonato se jugó en la ciudad de Manama.

## Proceso de clasificación
| Confederación         | Método de Clasificación                                      | Fecha                                       | Lugar                                         | Cupos | Equipo                                |  |
| --------------------- | ------------------------------------------------------------ | ------------------------------------------- | --------------------------------------------- | ----- | ------------------------------------- |  |
| FIVB                  | Anfitrión                                                    | 28 de agosto de 2018                        | Lausana, Suiza                                | 1     | Bahréin                               |  |
| FIVB                  | Ranking Mundial FIVB Sub-21                                  | Enero de 2019                               | Lausana, Suiza                                | 5     | Polonia China Canadá Marruecos Italia |  |
| CEV                   | Campeonato Europeo de Voleibol Masculino Sub-20 de 2018      | Del 14 al 22 de julio de 2018               | La Haya y Ede, Países Bajos Courtrai, Bélgica | 2     | Rusia República Checa                 |  |
| AVC                   | Campeonato Asiático de Voleibol Masculino Sub-20 de 2018     | Del 21 al 28 de julio de 2018               | Riffa, Baréin                                 | 2     | Irán Corea del Sur                    |  |
| NORCECA               | Campeonato NORCECA de Voleibol Masculino Sub-21 de 2018      | Del 27 de agosto al 1 de septiembre de 2018 | La Habana, Cuba                               | 1     | Cuba                                  |  |
| CAVB                  | Campeonato Africano de Voleibol Masculino Sub-21 de 2018     | Del 12 al 19 de septiembre de 2018          | Abuya, Nigeria                                | 2     | Túnez Egipto                          |  |
| CSV                   | Campeonato Sudamericano de Voleibol Masculino Sub-21 de 2018 | Del 23 al 27 de octubre de 2018             | San Carlos de Bariloche, Argentina            | 2     | Brasil Argentina                      |  |
| América (NORCECA/CSV) | Copa Panamericana de Voleibol Masculino Sub-21 de 2019       | Del 5 al 11 de mayo de 2019                 | Lima, Perú                                    | 1     | Puerto Rico                           |  |
| Total                 | Total                                                        | Total                                       | Total                                         | 16    |                                       |  |

## Organización

### País anfitrión y ciudad sede
| ManamaManama, ciudad sede del Campeonato Mundial de Voleibol Masculino Sub-21 de 2019. | Manama                       |
| -------------------------------------------------------------------------------------- | ---------------------------- |
| ManamaManama, ciudad sede del Campeonato Mundial de Voleibol Masculino Sub-21 de 2019. | Isa Sports City Halls        |
| ManamaManama, ciudad sede del Campeonato Mundial de Voleibol Masculino Sub-21 de 2019. | Capacidad: 8000 espectadores |
| ManamaManama, ciudad sede del Campeonato Mundial de Voleibol Masculino Sub-21 de 2019. |                              |

#### Recintos
Se oficializó el Isa Sports City Halls, de la ciudad de Manama, como el recinto donde se desarrollarán todos los partidos.

### Formato de competición
El torneo se desarrolla dividido en tres rondas.
En la primera ronda las 16 selecciones fueron repartidas en 4 grupos de 4 equipos, en cada grupo se jugó con un sistema de todos contra todos y los equipos fueron clasificados de acuerdo a los siguientes criterios:
1. Partidos ganados.
2. Puntos obtenidos, los cuales son otorgados de la siguiente manera:
  - Partido con resultado final 3-0 o 3-1: 3 puntos al ganador y 0 puntos al perdedor.
  - Partido con resultado final 3-2: 3 puntos al ganador y 1 punto al perdedor.
3. Proporción entre los sets ganados y los sets perdidos (Sets ratio).
4. Proporción entre los puntos ganados y los puntos perdidos (Puntos ratio).
5. Si el empate en puntos ratio persiste entre dos equipos se le da prioridad al equipo que haya ganado el último partido entre los equipos implicados.
6. Si el empate en puntos ratio es entre tres o más equipos se elabora una nueva clasificación tomando en consideración solo los partidos jugados entre los equipos implicados.

Al finalizar los partidos de la primera ronda y de acuerdo a la ubicación obtenida en su respectivo grupo cada una de las 16 selecciones pasaron a conformar uno de los cuatro grupos de la siguiente ronda. 
En la segunda ronda, los dos primeros lugares de cada grupo en la primera ronda fueron distribuidos en dos grupos (E y F) de cuatro equipos, por otro lado, los dos últimos lugares de cada grupo de la primera fase también fueron distribuidos en dos grupos (G y H) de cuatro equipos. Los cuatro grupos de la segunda ronda se jugaron con el mismo sistema de la fase anterior y los equipos fueron clasificados bajo los mismos criterios.
La distribución de los equipos en los grupos de la segunda ronda fue de la siguiente manera:
- Grupo E: 1.° del grupo A, 2.° del grupo B, 1.° del grupo C y 2.° del grupo D
- Grupo F: 1.° del grupo B, 2.° del grupo A, 1.° del grupo D y 2.° del grupo C
- Grupo G: 3.° del grupo A, 4.° del grupo B, 3.° del grupo C y 4.° del grupo D
- Grupo H: 3.° del grupo B, 4.° del grupo A, 3.° del grupo D y 4.° del grupo C

Al finalizar los partidos de la segunda ronda y de acuerdo a la ubicación obtenida en su respectivo grupo los equipos de los grupos G y H pasaron a disputar los partidos de clasificación del noveno al decimosexto lugar mientras que los equipos de los grupos E y F disputaron los partidos de clasificación del primer al octavo lugar en la siguiente ronda.
En la ronda final los dos últimos lugares de los grupos G y H disputaron los play-offs para definir los puestos 13.° al 16.° y los primeros lugares de ambos grupos para determinar los puestos 9.° al 12°. Los dos últimos lugares de los grupos E y F disputaron los play-offs para definir los puestos 5.° al 8.°, finalmente, los primeros dos lugares de los grupos E y F definieron los puestos 1.° al 4.° mediante play-offs consistentes en semifinales con los perdedores jugando el partido por el tercer lugar y los ganadores disputando la final, partido en el cual se determina al campeón del torneo.
Todos los play-offs de clasificación se jugaron bajo el mismo sistema usado en la definición de los primeros cuatro puestos.

## Equipos participantes

### Conformación de los grupos
| Grupo A                                         | Grupo B                             | Grupo C                          | Grupo D                      |
| ----------------------------------------------- | ----------------------------------- | -------------------------------- | ---------------------------- |
| Bahréin (Anfitrión) China Marruecos Puerto Rico | Cuba Argentina Egipto Corea del Sur | Rusia Irán República Checa Túnez | Polonia Brasil Canadá Italia |

## Resultados
- Las horas indicadas corresponden al huso horario local de Manama (Horario de Baréin – AST): UTC+3.

### Primera ronda
– Clasificado a la Segunda ronda-Grupo E.      – Clasificado a la Segunda ronda-Grupo F.      – Clasificado a la Segunda ronda-Grupo G.      – Clasificado a la Segunda ronda-Grupo H.

#### Grupo A
- Sede: Isa Sports City Halls B, Manama, Baréin

| Pos. | Equipo      | Partidos | Partidos | Partidos | Pts. | Sets | Sets | Sets  | Puntos | Puntos | Puntos |
| Pos. | Equipo      | PJ       | PG       | PP       | Pts. | SG   | SP   | Ratio | PG     | PP     | Ratio  |
| ---- | ----------- | -------- | -------- | -------- | ---- | ---- | ---- | ----- | ------ | ------ | ------ |
| 1    | China       | 3        | 3        | 0        | 9    | 9    | 1    | 9.000 | 248    | 197    | 1.259  |
| 2    | Bahréin     | 3        | 2        | 1        | 5    | 7    | 5    | 1.400 | 262    | 247    | 1.061  |
| 3    | Puerto Rico | 3        | 1        | 2        | 3    | 3    | 7    | 0.429 | 229    | 249    | 0.920  |
| 4    | Marruecos   | 3        | 0        | 3        | 1    | 3    | 9    | 0.333 | 248    | 294    | 0.844  |

| Fecha       | Hora  | Equipo 1    | Res.  | Equipo 2    | Set 1 | Set 2 | Set 3 | Set 4 | Set 5 | Total    | Reporte |
| ----------- | ----- | ----------- | ----- | ----------- | ----- | ----- | ----- | ----- | ----- | -------- | ------- |
| 18 de julio | 16:30 | Marruecos   | 0 – 3 | China       | 16-25 | 23-25 | 13-25 |       |       | 52 – 75  | P2      |
| 18 de julio | 19:00 | Bahréin     | 3 – 0 | Puerto Rico | 25-18 | 25-14 | 25-20 |       |       | 75 – 52  | P2      |
| 19 de julio | 16:30 | China       | 3 – 0 | Puerto Rico | 25-23 | 25-22 | 25-23 |       |       | 75 – 68  | P2      |
| 19 de julio | 19:00 | Marruecos   | 2 – 3 | Bahréin     | 14-25 | 25-23 | 21-25 | 25-22 | 12-15 | 97 – 110 | P2      |
| 20 de julio | 16:30 | Puerto Rico | 3 – 1 | Marruecos   | 25-22 | 25-21 | 34-36 | 25-20 |       | 109 – 99 | P2      |
| 20 de julio | 19:00 | China       | 3 – 1 | Bahréin     | 25-19 | 23-25 | 25-18 | 25-15 |       | 98 – 77  | P2      |

#### Grupo B
- Sede: Isa Sports City Halls C, Manama, Baréin

| Pos. | Equipo        | Partidos | Partidos | Partidos | Pts. | Sets | Sets | Sets  | Puntos | Puntos | Puntos |
| Pos. | Equipo        | PJ       | PG       | PP       | Pts. | SG   | SP   | Ratio | PG     | PP     | Ratio  |
| ---- | ------------- | -------- | -------- | -------- | ---- | ---- | ---- | ----- | ------ | ------ | ------ |
| 1    | Argentina     | 3        | 2        | 1        | 7    | 8    | 5    | 1.600 | 306    | 288    | 1.063  |
| 2    | Corea del Sur | 3        | 2        | 1        | 6    | 7    | 4    | 1.750 | 267    | 257    | 1.039  |
| 3    | Cuba          | 3        | 2        | 1        | 4    | 7    | 7    | 1.000 | 310    | 308    | 1.006  |
| 4    | Egipto        | 3        | 0        | 3        | 1    | 3    | 9    | 0.333 | 250    | 280    | 0.893  |

| Fecha       | Hora  | Equipo 1      | Res.  | Equipo 2      | Set 1 | Set 2 | Set 3 | Set 4 | Set 5 | Total     | Reporte |
| ----------- | ----- | ------------- | ----- | ------------- | ----- | ----- | ----- | ----- | ----- | --------- | ------- |
| 18 de julio | 11:30 | Cuba          | 1 – 3 | Corea del Sur | 25-27 | 25-17 | 22-25 | 25-27 |       | 97 – 96   | P2      |
| 18 de julio | 14:00 | Argentina     | 3 – 1 | Egipto        | 25-19 | 26-24 | 22-25 | 25-18 |       | 98 – 86   | P2      |
| 19 de julio | 11:30 | Corea del Sur | 3 – 0 | Egipto        | 25-22 | 25-18 | 25-21 |       |       | 75 – 61   | P2      |
| 19 de julio | 14:00 | Cuba          | 3 – 2 | Argentina     | 25-23 | 25-23 | 19-25 | 22-25 | 15-13 | 106 – 109 | P2      |
| 20 de julio | 11:30 | Corea del Sur | 1 – 3 | Argentina     | 25-20 | 27-29 | 22-25 | 22-25 |       | 96 – 99   | P2      |
| 20 de julio | 14:00 | Cuba          | 3 – 2 | Egipto        | 26-24 | 25-20 | 21-25 | 20-25 | 15-9  | 107 – 103 | P2      |

#### Grupo C
- Sede: Isa Sports City Halls B, Manama, Baréin

| Pos. | Equipo          | Partidos | Partidos | Partidos | Pts. | Sets | Sets | Sets  | Puntos | Puntos | Puntos |
| Pos. | Equipo          | PJ       | PG       | PP       | Pts. | SG   | SP   | Ratio | PG     | PP     | Ratio  |
| ---- | --------------- | -------- | -------- | -------- | ---- | ---- | ---- | ----- | ------ | ------ | ------ |
| 1    | Rusia           | 3        | 3        | 0        | 8    | 9    | 3    | 3.000 | 278    | 240    | 1.158  |
| 2    | Irán            | 3        | 2        | 1        | 7    | 8    | 3    | 2.667 | 259    | 230    | 1.126  |
| 3    | República Checa | 3        | 1        | 2        | 3    | 4    | 6    | 0.667 | 225    | 236    | 0.953  |
| 4    | Túnez           | 3        | 0        | 3        | 0    | 0    | 9    | 0.000 | 169    | 225    | 0.751  |

| Fecha       | Hora  | Equipo 1 | Res.  | Equipo 2        | Set 1 | Set 2 | Set 3 | Set 4 | Set 5 | Total     | Reporte |
| ----------- | ----- | -------- | ----- | --------------- | ----- | ----- | ----- | ----- | ----- | --------- | ------- |
| 18 de julio | 11:30 | Irán     | 3 – 0 | Túnez           | 25-13 | 25-19 | 25-19 |       |       | 75 – 51   | P2      |
| 18 de julio | 14:00 | Rusia    | 3 – 1 | República Checa | 25-22 | 18-25 | 25-21 | 25-13 |       | 93 – 81   |         |
| 19 de julio | 11:30 | Túnez    | 0 – 3 | República Checa | 21-25 | 21-25 | 21-25 |       |       | 63 – 75   | P2      |
| 19 de julio | 14:00 | Irán     | 2 – 3 | Rusia           | 25-21 | 19-25 | 25-23 | 21-25 | 14-16 | 104 – 110 | P2      |
| 20 de julio | 11:30 | Túnez    | 0 – 3 | Rusia           | 23-25 | 17-25 | 15-25 |       |       | 55 – 75   | P2      |
| 20 de julio | 14:00 | Irán     | 3 – 0 | República Checa | 29-27 | 25-18 | 26-24 |       |       | 80 – 69   | P2      |

#### Grupo D
- Sede: Isa Sports City Halls C, Manama, Baréin

| Pos. | Equipo  | Partidos | Partidos | Partidos | Pts. | Sets | Sets | Sets  | Puntos | Puntos | Puntos |
| Pos. | Equipo  | PJ       | PG       | PP       | Pts. | SG   | SP   | Ratio | PG     | PP     | Ratio  |
| ---- | ------- | -------- | -------- | -------- | ---- | ---- | ---- | ----- | ------ | ------ | ------ |
| 1    | Italia  | 3        | 3        | 0        | 9    | 9    | 0    | MAX   | 228    | 174    | 1.310  |
| 2    | Brasil  | 3        | 2        | 1        | 6    | 6    | 4    | 1.500 | 228    | 207    | 1.101  |
| 3    | Polonia | 3        | 1        | 2        | 3    | 4    | 7    | 0.571 | 251    | 263    | 0.954  |
| 4    | Canadá  | 3        | 0        | 3        | 0    | 1    | 9    | 0.111 | 183    | 246    | 0.744  |

| Fecha       | Hora  | Equipo 1 | Res.  | Equipo 2 | Set 1 | Set 2 | Set 3 | Set 4 | Set 5 | Total   | Reporte |
| ----------- | ----- | -------- | ----- | -------- | ----- | ----- | ----- | ----- | ----- | ------- | ------- |
| 18 de julio | 16:30 | Polonia  | 1 – 3 | Brasil   | 23-25 | 25-23 | 18-25 | 19-25 |       | 85 – 98 | P2      |
| 18 de julio | 19:00 | Italia   | 3 – 0 | Canadá   | 25-17 | 25-17 | 25-15 |       |       | 75 – 49 | P2      |
| 19 de julio | 16:30 | Brasil   | 3 – 0 | Canadá   | 25-15 | 25-19 | 25-13 |       |       | 75 – 47 | P2      |
| 19 de julio | 19:00 | Polonia  | 0 – 3 | Italia   | 23-25 | 21-25 | 26-28 |       |       | 70 – 78 | P2      |
| 20 de julio | 16:30 | Brasil   | 0 – 3 | Italia   | 22-25 | 15-25 | 18-25 |       |       | 55 – 75 | P2      |
| 20 de julio | 19:00 | Polonia  | 3 – 1 | Canadá   | 20-25 | 25-20 | 25-18 | 26-24 |       | 96 – 87 | P2      |

### Segunda ronda
– Clasificados a las Semifinales.      – Clasificados a las Semifinales 5.° al 8.° puesto.      – Clasificados a las Semifinales 9.° al 12.° puesto.      – Clasificados a las Semifinales 13.° al 16.° puesto.

#### Grupo E
- Sede: Isa Sports City Halls B, Manama, Baréin

| Pos. | Equipo        | Partidos | Partidos | Partidos | Pts. | Sets | Sets | Sets  | Puntos | Puntos | Puntos |
| Pos. | Equipo        | PJ       | PG       | PP       | Pts. | SG   | SP   | Ratio | PG     | PP     | Ratio  |
| ---- | ------------- | -------- | -------- | -------- | ---- | ---- | ---- | ----- | ------ | ------ | ------ |
| 1    | Brasil        | 3        | 3        | 0        | 9    | 9    | 1    | 9.000 | 249    | 210    | 1.185  |
| 2    | Rusia         | 3        | 2        | 1        | 6    | 7    | 3    | 2.333 | 239    | 207    | 1.154  |
| 3    | China         | 3        | 1        | 2        | 3    | 3    | 6    | 0.500 | 202    | 213    | 0.948  |
| 4    | Corea del Sur | 3        | 0        | 3        | 0    | 0    | 9    | 0.000 | 165    | 225    | 0.733  |

| Fecha               | Hora  | Equipo 1      | Res.  | Equipo 2 | Set 1 | Set 2 | Set 3 | Set 4 | Set 5 | Total   | Reporte |
| ------------------- | ----- | ------------- | ----- | -------- | ----- | ----- | ----- | ----- | ----- | ------- | ------- |
| 22 de julio de 2019 | 11:30 | China         | 0 – 3 | Brasil   | 26-28 | 23-25 | 21-25 |       |       | 70 – 78 | P2      |
| 22 de julio de 2019 | 14:00 | Corea del Sur | 0 – 3 | Rusia    | 16-25 | 13-25 | 15-25 |       |       | 54 – 75 | P2      |
| 23 de julio de 2019 | 11:30 | Rusia         | 1 – 3 | Brasil   | 25-21 | 22-25 | 20-25 | 22-25 |       | 89 – 96 | P2      |
| 23 de julio de 2019 | 14:00 | Corea del Sur | 0 – 3 | China    | 18-25 | 22-25 | 20-25 |       |       | 60 – 75 | P2      |
| 24 de julio de 2019 | 11:30 | Corea del Sur | 0 – 3 | Brasil   | 19-25 | 13-25 | 19-25 |       |       | 51 – 75 | P2      |
| 24 de julio de 2019 | 14:00 | Rusia         | 3 – 0 | China    | 25-21 | 25-19 | 25-17 |       |       | 75 – 57 | P2      |

#### Grupo F
- Sede: Isa Sports City Halls B, Manama, Baréin

| Pos. | Equipo    | Partidos | Partidos | Partidos | Pts. | Sets | Sets | Sets  | Puntos | Puntos | Puntos |
| Pos. | Equipo    | PJ       | PG       | PP       | Pts. | SG   | SP   | Ratio | PG     | PP     | Ratio  |
| ---- | --------- | -------- | -------- | -------- | ---- | ---- | ---- | ----- | ------ | ------ | ------ |
| 1    | Italia    | 3        | 3        | 0        | 9    | 9    | 1    | 9.000 | 251    | 190    | 1.321  |
| 2    | Irán      | 3        | 2        | 1        | 6    | 7    | 4    | 1.750 | 279    | 247    | 1.130  |
| 3    | Argentina | 3        | 1        | 2        | 3    | 4    | 7    | 0.571 | 243    | 261    | 0.931  |
| 4    | Bahréin   | 3        | 0        | 3        | 0    | 1    | 9    | 0.111 | 169    | 244    | 0.693  |

| Fecha               | Hora  | Equipo 1  | Res.  | Equipo 2  | Set 1 | Set 2 | Set 3 | Set 4 | Set 5 | Total    | Reporte |
| ------------------- | ----- | --------- | ----- | --------- | ----- | ----- | ----- | ----- | ----- | -------- | ------- |
| 22 de julio de 2019 | 16:30 | Argentina | 1 – 3 | Irán      | 19-25 | 25-23 | 22-25 | 30-32 |       | 96 – 105 | P2      |
| 22 de julio de 2019 | 19:00 | Bahréin   | 0 – 3 | Italia    | 10-25 | 15-25 | 13-25 |       |       | 38 – 75  | P2      |
| 23 de julio de 2019 | 16:30 | Italia    | 3 – 1 | Irán      | 25-23 | 25-22 | 20-25 | 31-29 |       | 101 – 99 | P2      |
| 23 de julio de 2019 | 19:00 | Bahréin   | 1 – 3 | Argentina | 22-25 | 19-25 | 25-19 | 15-25 |       | 81 – 94  | P2      |
| 24 de julio de 2019 | 16:30 | Italia    | 3 – 0 | Argentina | 25-21 | 25-13 | 25-19 |       |       | 75 – 53  | P2      |
| 24 de julio de 2019 | 19:00 | Bahréin   | 0 – 3 | Irán      | 18-25 | 14-25 | 18-25 |       |       | 50 – 75  | P2      |

#### Grupo G
- Sede: Isa Sports City Halls C, Manama, Baréin

| Pos. | Equipo          | Partidos | Partidos | Partidos | Pts. | Sets | Sets | Sets  | Puntos | Puntos | Puntos |
| Pos. | Equipo          | PJ       | PG       | PP       | Pts. | SG   | SP   | Ratio | PG     | PP     | Ratio  |
| ---- | --------------- | -------- | -------- | -------- | ---- | ---- | ---- | ----- | ------ | ------ | ------ |
| 1    | República Checa | 3        | 2        | 1        | 7    | 8    | 5    | 1.600 | 315    | 288    | 1.093  |
| 2    | Canadá          | 3        | 2        | 1        | 5    | 7    | 6    | 1.166 | 295    | 287    | 1.027  |
| 3    | Egipto          | 3        | 2        | 1        | 5    | 7    | 6    | 1.166 | 311    | 307    | 1.013  |
| 4    | Puerto Rico     | 3        | 0        | 3        | 1    | 4    | 9    | 0.444 | 261    | 300    | 0.870  |

| Fecha               | Hora  | Equipo 1        | Res.  | Equipo 2        | Set 1 | Set 2 | Set 3 | Set 4 | Set 5 | Total     | Reporte |
| ------------------- | ----- | --------------- | ----- | --------------- | ----- | ----- | ----- | ----- | ----- | --------- | ------- |
| 22 de julio de 2019 | 11:30 | Puerto Rico     | 1 – 3 | Canadá          | 19-25 | 14-25 | 25-19 | 17-25 |       | 75 – 94   | P2      |
| 22 de julio de 2019 | 14:00 | Egipto          | 1 – 3 | República Checa | 27-29 | 27-25 | 26-28 | 21-25 |       | 101 – 107 | P2      |
| 23 de julio de 2019 | 11:30 | República Checa | 2 – 3 | Canadá          | 19-25 | 25-20 | 26-28 | 25-15 | 15-17 | 110 – 105 | P2      |
| 23 de julio de 2019 | 14:00 | Egipto          | 3 – 2 | Puerto Rico     | 25-23 | 21-25 | 22-25 | 25-19 | 15-12 | 108 – 104 | P2      |
| 24 de julio de 2019 | 11:30 | Egipto          | 3 – 1 | Canadá          | 26-24 | 25-21 | 26-28 | 25-23 |       | 102 – 96  | P2      |
| 24 de julio de 2019 | 14:00 | República Checa | 3 – 1 | Puerto Rico     | 25-13 | 25-18 | 20-25 | 28-26 |       | 98 – 82   | P2      |

#### Grupo H
- Sede: Isa Sports City Halls C, Manama, Baréin

| Pos. | Equipo    | Partidos | Partidos | Partidos | Pts. | Sets | Sets | Sets  | Puntos | Puntos | Puntos |
| Pos. | Equipo    | PJ       | PG       | PP       | Pts. | SG   | SP   | Ratio | PG     | PP     | Ratio  |
| ---- | --------- | -------- | -------- | -------- | ---- | ---- | ---- | ----- | ------ | ------ | ------ |
| 1    | Cuba      | 3        | 3        | 0        | 9    | 9    | 1    | 9.000 | 255    | 212    | 1.203  |
| 2    | Polonia   | 3        | 2        | 1        | 6    | 7    | 3    | 2.333 | 252    | 205    | 1.229  |
| 3    | Túnez     | 3        | 1        | 2        | 2    | 3    | 8    | 0.375 | 225    | 252    | 0.892  |
| 4    | Marruecos | 3        | 0        | 3        | 1    | 2    | 9    | 0.222 | 195    | 258    | 0.755  |

| Fecha               | Hora  | Equipo 1  | Res.  | Equipo 2 | Set 1 | Set 2 | Set 3 | Set 4 | Set 5 | Total     | Reporte |
| ------------------- | ----- | --------- | ----- | -------- | ----- | ----- | ----- | ----- | ----- | --------- | ------- |
| 22 de julio de 2019 | 16:30 | Cuba      | 3 – 0 | Túnez    | 25-19 | 25-19 | 25-22 |       |       | 75 – 60   | P2      |
| 22 de julio de 2019 | 19:00 | Marruecos | 0 – 3 | Polonia  | 16-25 | 16-25 | 11-25 |       |       | 43 – 75   | P2      |
| 23 de julio de 2019 | 16:30 | Polonia   | 3 – 0 | Túnez    | 25-21 | 25-16 | 25-20 |       |       | 75 – 57   | P2      |
| 23 de julio de 2019 | 19:00 | Marruecos | 0 – 3 | Cuba     | 15-25 | 22-25 | 13-25 |       |       | 50 – 75   | P2      |
| 24 de julio de 2019 | 16:30 | Marruecos | 2 – 3 | Túnez    | 25-19 | 19-25 | 25-23 | 19-25 | 14-16 | 102 – 108 | P2      |
| 24 de julio de 2019 | 19:00 | Polonia   | 1 – 3 | Cuba     | 25-21 | 24-26 | 22-25 | 31-33 |       | 102 – 105 | P2      |

### Ronda final

#### Clasificación 13.º al 16.º puesto
- Sede: Isa Sports City Halls C, Manama, Baréin

|  | Semifinales 13.º al 16.º puesto | Semifinales 13.º al 16.º puesto |   |           | Partido 13.º y 14.º puesto | Partido 13.º y 14.º puesto |  |
|  |                                 |                                 |   |           |                            |                            |  |
|  |                                 |                                 |   |           |                            |                            |  |
|  | Egipto                          | 3                               |   |           |                            |                            |  |
|  | Marruecos                       | 1                               |   |           |                            |                            |  |
|  |                                 |                                 |   |           |                            |                            |  |
|  |                                 |                                 |   |           |                            |                            |  |
|  |                                 |                                 |   |           | Egipto                     | 3                          |  |
|  |                                 | Túnez                           | 1 |           |                            |                            |  |
|  |                                 |                                 |   |           |                            |                            |  |
|  |                                 |                                 |   |           |                            |                            |  |
|  |                                 |                                 |   |           | Partido 15.º y 16.º puesto |                            |  |
|  |                                 |                                 |   |           |                            |                            |  |
|  | Túnez                           | 3                               |   | Marruecos | 3                          |                            |  |
|  | Puerto Rico                     | 2                               |   |           | Puerto Rico                | 2                          |  |

##### Semifinales 13.º al 16.º puesto
| Fecha               | Hora  | Equipo 1 | Res.  | Equipo 2    | Set 1 | Set 2 | Set 3 | Set 4 | Set 5 | Total     | Reporte |
| ------------------- | ----- | -------- | ----- | ----------- | ----- | ----- | ----- | ----- | ----- | --------- | ------- |
| 26 de julio de 2019 | 11:30 | Egipto   | 3 – 1 | Marruecos   | 25-20 | 18-25 | 25-19 | 25-22 |       | 93 – 86   | P2      |
| 26 de julio de 2019 | 14:00 | Túnez    | 3 – 2 | Puerto Rico | 25-22 | 25-18 | 23-25 | 26-28 | 15-12 | 114 – 105 | P2      |

##### Partido por el 15.º y 16.º puesto
| Fecha               | Hora  | Equipo 1  | Res.  | Equipo 2    | Set 1 | Set 2 | Set 3 | Set 4 | Set 5 | Total     | Reporte |
| ------------------- | ----- | --------- | ----- | ----------- | ----- | ----- | ----- | ----- | ----- | --------- | ------- |
| 27 de julio de 2019 | 10:00 | Marruecos | 3 – 2 | Puerto Rico | 25-22 | 25-22 | 32-34 | 19-25 | 15-12 | 116 – 115 | P2      |

##### Partido por el 13.º y 14.º puesto
| Fecha               | Hora  | Equipo 1 | Res.  | Equipo 2 | Set 1 | Set 2 | Set 3 | Set 4 | Set 5 | Total  | Reporte |
| ------------------- | ----- | -------- | ----- | -------- | ----- | ----- | ----- | ----- | ----- | ------ | ------- |
| 27 de julio de 2019 | 12:30 | Egipto   | 3 – 1 | Túnez    | 25-19 | 20-25 | 25-14 | 25-22 |       | 95– 80 | P2      |

#### Clasificación 9.º al 12.º puesto
- Sede: Isa Sports City Halls C, Manama, Baréin

|  | Semifinales 9.º al 12.º puesto | Semifinales 9.º al 12.º puesto |   |        | Partido 9.º y 10.º puesto  | Partido 9.º y 10.º puesto |  |
|  |                                |                                |   |        |                            |                           |  |
|  |                                |                                |   |        |                            |                           |  |
|  | Cuba                           | 3                              |   |        |                            |                           |  |
|  | Canadá                         | 0                              |   |        |                            |                           |  |
|  |                                |                                |   |        |                            |                           |  |
|  |                                |                                |   |        |                            |                           |  |
|  |                                |                                |   |        | Cuba                       | 0                         |  |
|  |                                | República Checa                | 3 |        |                            |                           |  |
|  |                                |                                |   |        |                            |                           |  |
|  |                                |                                |   |        |                            |                           |  |
|  |                                |                                |   |        | Partido 11.º y 12.º puesto |                           |  |
|  |                                |                                |   |        |                            |                           |  |
|  | República Checa                | 3                              |   | Canadá | 2                          |                           |  |
|  | Polonia                        | 2                              |   |        | Polonia                    | 3                         |  |

##### Semifinales 9.º al 12.º puesto
| Fecha               | Hora  | Equipo 1        | Res.  | Equipo 2 | Set 1 | Set 2 | Set 3 | Set 4 | Set 5 | Total    | Reporte |
| ------------------- | ----- | --------------- | ----- | -------- | ----- | ----- | ----- | ----- | ----- | -------- | ------- |
| 26 de julio de 2019 | 16:30 | Cuba            | 3 – 0 | Canadá   | 25-19 | 28-26 | 25-19 |       |       | 78 – 64  | P2      |
| 26 de julio de 2019 | 19:00 | República Checa | 3 – 2 | Polonia  | 25-20 | 22-25 | 19-25 | 25-20 | 15-9  | 106 – 99 | P2      |

##### Partido por el 11.º y 12.º puesto
| Fecha               | Hora  | Equipo 1 | Res.  | Equipo 2 | Set 1 | Set 2 | Set 3 | Set 4 | Set 5 | Total     | Reporte |
| ------------------- | ----- | -------- | ----- | -------- | ----- | ----- | ----- | ----- | ----- | --------- | ------- |
| 27 de julio de 2019 | 15:00 | Canadá   | 2 – 3 | Polonia  | 25-15 | 23-25 | 26-28 | 25-23 | 12-15 | 111 – 106 | P2      |

##### Partido por el 9.º y 10.º puesto
| Fecha               | Hora  | Equipo 1 | Res.  | Equipo 2        | Set 1 | Set 2 | Set 3 | Set 4 | Set 5 | Total   | Reporte |
| ------------------- | ----- | -------- | ----- | --------------- | ----- | ----- | ----- | ----- | ----- | ------- | ------- |
| 27 de julio de 2019 | 17:30 | Cuba     | 0 – 3 | República Checa | 26-28 | 24-26 | 20-25 |       |       | 70 – 79 | P2      |

#### Clasificación 5.º al 8.º puesto
- Sede: Isa Sports City Halls B, Manama, Baréin

|  | Semifinales 5.º al 8.º puesto | Semifinales 5.º al 8.º puesto |   |         | Partido 5.º y 6.º puesto | Partido 5.º y 6.º puesto |  |
|  |                               |                               |   |         |                          |                          |  |
|  |                               |                               |   |         |                          |                          |  |
|  | China                         | 3                             |   |         |                          |                          |  |
|  | Bahréin                       | 0                             |   |         |                          |                          |  |
|  |                               |                               |   |         |                          |                          |  |
|  |                               |                               |   |         |                          |                          |  |
|  |                               |                               |   |         | China                    | 1                        |  |
|  |                               | Argentina                     | 3 |         |                          |                          |  |
|  |                               |                               |   |         |                          |                          |  |
|  |                               |                               |   |         |                          |                          |  |
|  |                               |                               |   |         | Partido 7.º y 8.º puesto |                          |  |
|  |                               |                               |   |         |                          |                          |  |
|  | Argentina                     | 3                             |   | Bahréin | 1                        |                          |  |
|  | Corea del Sur                 | 0                             |   |         | Corea del Sur            | 3                        |  |

##### Semifinales 5.º al 8.º puesto
| Fecha               | Hora  | Equipo 1  | Res.  | Equipo 2      | Set 1 | Set 2 | Set 3 | Set 4 | Set 5 | Total   | Reporte |
| ------------------- | ----- | --------- | ----- | ------------- | ----- | ----- | ----- | ----- | ----- | ------- | ------- |
| 26 de julio de 2019 | 11:30 | China     | 3 – 0 | Bahréin       | 25-23 | 25-18 | 25-18 |       |       | 75 – 59 | P2      |
| 26 de julio de 2019 | 14:00 | Argentina | 3 – 0 | Corea del Sur | 29-27 | 25-21 | 25-21 |       |       | 79– 68  | P2      |

##### Partido por el 7.º y 8.º puesto
| Fecha               | Hora  | Equipo 1 | Res.  | Equipo 2      | Set 1 | Set 2 | Set 3 | Set 4 | Set 5 | Total   | Reporte |
| ------------------- | ----- | -------- | ----- | ------------- | ----- | ----- | ----- | ----- | ----- | ------- | ------- |
| 27 de julio de 2019 | 10:00 | Bahréin  | 1 – 3 | Corea del Sur | 19-25 | 23-25 | 25-13 | 23-25 |       | 90 – 88 | P2      |

##### Partido por el 5.º y 6.º puesto
| Fecha               | Hora  | Equipo 1 | Res.  | Equipo 2  | Set 1 | Set 2 | Set 3 | Set 4 | Set 5 | Total   | Reporte |
| ------------------- | ----- | -------- | ----- | --------- | ----- | ----- | ----- | ----- | ----- | ------- | ------- |
| 27 de julio de 2019 | 12:30 | China    | 1 – 3 | Argentina | 25-23 | 23-25 | 19-25 | 19-25 |       | 86 – 98 | P2      |

#### Clasificación1.eral 4.º puesto
- Sede: Isa Sports City Halls B, Manama, Baréin

|  | Semifinales | Semifinales |   |       | Final                     | Final |  |
|  |             |             |   |       |                           |       |  |
|  |             |             |   |       |                           |       |  |
|  | Italia      | 3           |   |       |                           |       |  |
|  | Rusia       | 1           |   |       |                           |       |  |
|  |             |             |   |       |                           |       |  |
|  |             |             |   |       |                           |       |  |
|  |             |             |   |       | Italia                    | 2     |  |
|  |             | Irán        | 3 |       |                           |       |  |
|  |             |             |   |       |                           |       |  |
|  |             |             |   |       |                           |       |  |
|  |             |             |   |       | Partido 3.er y 4.º puesto |       |  |
|  |             |             |   |       |                           |       |  |
|  | Brasil      | 0           |   | Rusia | 0                         |       |  |
|  | Irán        | 3           |   |       | Brasil                    | 3     |  |

##### Semifinales
| Fecha               | Hora  | Equipo 1 | Res.  | Equipo 2 | Set 1 | Set 2 | Set 3 | Set 4 | Set 5 | Total   | Reporte |
| ------------------- | ----- | -------- | ----- | -------- | ----- | ----- | ----- | ----- | ----- | ------- | ------- |
| 26 de julio de 2019 | 16:30 | Italia   | 3 – 1 | Rusia    | 28-26 | 25-19 | 25-22 | 25-21 |       | 99 – 88 | P2      |
| 26 de julio de 2019 | 19:00 | Brasil   | 0 – 3 | Irán     | 20-25 | 14-25 | 17-25 |       |       | 51 – 75 | P2      |

##### Partido por el3.ery 4.º puesto
| Fecha               | Hora  | Equipo 1 | Res.  | Equipo 2 | Set 1 | Set 2 | Set 3 | Set 4 | Set 5 | Total   | Reporte |
| ------------------- | ----- | -------- | ----- | -------- | ----- | ----- | ----- | ----- | ----- | ------- | ------- |
| 27 de julio de 2019 | 15:00 | Rusia    | 0 – 3 | Brasil   | 21-25 | 25-27 | 12-25 |       |       | 58 – 77 | P2      |

##### Final
| Fecha               | Hora  | Equipo 1 | Res.  | Equipo 2 | Set 1 | Set 2 | Set 3 | Set 4 | Set 5 | Total     | Reporte |
| ------------------- | ----- | -------- | ----- | -------- | ----- | ----- | ----- | ----- | ----- | --------- | ------- |
| 27 de julio de 2019 | 19:00 | Italia   | 2 – 3 | Irán     | 25-17 | 23-25 | 17-25 | 25-22 | 12-15 | 102 – 104 | P2      |

## Clasificación final
| Pos.              | Equipo          |
| ----------------- | --------------- |
| Medalla de oro    | Irán            |
| Medalla de plata  | Italia          |
| Medalla de bronce | Brasil          |
| 4                 | Rusia           |
| 5                 | Argentina       |
| 6                 | China           |
| 7                 | Corea del Sur   |
| 8                 | Bahréin         |
| 9                 | República Checa |
| 10                | Cuba            |
| 11                | Polonia         |
| 12                | Canadá          |
| 13                | Egipto          |
| 14                | Túnez           |
| 15                | Marruecos       |
| 16                | Puerto Rico     |

| Irán Campeón 1.º título |
| Plantel |
| Mehdi Jelveh, Mohammad Reza Hazratpour, Amir Hossein Toukhteh, Amir Mohammad Falahat, Ehsan Daneshdoust, Mehran Feyz, Bardia Saadat, Amir Hossein Esfandiar (c), Soheil Kamalabadi, Amir Hossein Saberi, Porya Yali, Morteza Sharifi |
| Entrenador |
| Behrouz Ataei |

## Premios individuales
- Jugador más valioso (MVP) – Amir Hossein Esfandiar ( Irán)
- Mejor armador – Lorenzo Sperotto ( Italia)
- Mejores atacantes – Daniele Lavia ( Italia) y Morteza Sharifi ( Irán)
- Mejores centrales – Lorenzo Cortesia ( Italia) y Guilherme Voss Santos ( Brasil)
- Mejor opuesto – Maksim Sapozhkov ( Rusia)
- Mejor líbero – Mohammad Reza Hazratpour ( Irán)